# Вітаутас Пятруліс
Вітаутас Пятруліс (лит. Vytautas Petrulis; 3 лютого 1890 — 3 грудня 1941) — литовський політик, прем'єр-міністр Литви 1925 року.

## Життєпис
Народився в родині заможного селянина. Закінчив гімназію в Митаві, а 1910 року — Московський комерційний інститут. Працював у Москві, Петрограді, Воронежі.
1918 року повернувся до Литви, займався журналістикою. Того ж року його обрали до Литовської Таріби та включили до складу її фінансової комісії.
У березні-квітні 1919 року обіймав посаду міністра фінансів в уряді Пранаса Довідайтіса, у грудні того ж року став одним з організаторів першого національного банку — Литовського банку торгівлі та промисловості, від 1920 керував його відділенням у Мемелі.
У лютому 1922 року знов очолив міністерство фінансів та обіймав ту посаду в чотирьох урядах поспіль, представляючи Литовську християнсько-демократичну партію. На тій посаді керував введенням у грудні 1922 року національної валюти — лита.
4 лютого 1925 року також зайняв посаду прем'єр-міністра, але вже 25 вересня того ж року змушений був піти у відставку, зазнавши критики через спроби створити в цілях розвитку деревопереробної промисловості у Клайпеді для польських комерсантів-постачальників дерева пільгові умови.
Після перевороту, організованого Антанасом Смятоною, пішов з політики, проте 1932 року його засудили до двох років в'язниці за співпрацю з Польщею на посаді прем'єр-міністра; за півтора місяця його звільнили за амністією. Продовжував займатися банківською діяльністю.
Після захоплення Литви СРСР вже 29 липня 1940 року його заарештували в Каунасі, потім перевели до Ухтпечлагу, де пізніше розстріляли після заворушень серед в'язнів.